# 이서한
이서한(1998년 1월 5일 ~ )은 대한민국의 모델이자 배우이다.

## 드라마
- 2020년 웹 드라마 《데일리 문스》 ... 강지훈 역
- 2022년 DISNEY 오리지널 드라마 《너와 나의 경찰수업》
- 2024년 MBC 저녁 일일연속극 《용감무쌍 용수정》 ... 이두혁 역